# Stela lui Meșa
Pentru numele feminin, a se vedea Stela
Stela lui Meșa (popularizată în secolul al XIX-lea ca „Piatra Moabită”) este o piatră de bazalt negru care poartă o inscripție din secolul al IX-lea î.Hr. aparținând regelui Meșa al Moabului.

## Descriere
Inscripția a fost realizată în jurul anului 850 î.Hr., ca un monument comemorativ al victoriei lui Meșa asupra „regelui Omri al Israelului” și a fiului său, care au „asuprit” Moabul. Aceasta conține și cea mai veche referire la numele sacru al lui Dumnezeu - YHWH - și, în același timp, este notabil faptul că aceasta este cea mai vastă inscripție, care a fost descoperită până în prezent, ce se referă la vechiul Israel. Savantul francez André Lemaire a reconstituit și tradus o porțiune a liniei 31, ca însemnând „Casa lui David”.
Piatra are o înălțime de 124 cm, lățime și grosime de 71 cm.